# Conservula simillima
Conservula simillima är en fjärilsart som beskrevs av Emilio Berio 1966. Conservula simillima ingår i släktet Conservula och familjen nattflyn. Inga underarter finns listade i Catalogue of Life.